# Synsepalum carrieanum
Synsepalum carrieanum là một loài thực vật có hoa trong họ Hồng xiêm. Loài này được (Dubard) Pierre ex ined. miêu tả khoa học đầu tiên.